# Literatura do Benim
Literatura beninense tinha uma forte tradição oral, muito antes do francês passar a ser a língua dominante.
Felix Couchoro escreveu o primeiro romance beninense, L'Esclave em 1929.

## Escritores notáveis do Benim
- Olympe Bhêly-Quénum
- Jean Pliya
- Colette Senami Agossou Houeto
- Florent Couao-Zotti
- Richard Dogbeh
- Adelaide Fassinou
- Paulin J. Hountondji
- Paulin Joachim
- José Pliva